# Sandro Mazzola
Alessandro „Sandro“ Mazzola (* 8. November 1942 in Turin, Italien) ist ein ehemaliger italienischer Fußballspieler.
Mazzola spielte während seiner aktiven Karriere ausschließlich für Inter Mailand und war Mitglied der Mannschaft, die als „La grande Inter“ Mitte der 1960er Jahre zahlreiche Titel gewinnen konnte. Noch heute gilt er als einer der besten Spieler des Vereins, für den er in insgesamt 565 Pflichtspielen 158 Tore erzielte.
Mit der italienischen Nationalmannschaft wurde Mazzola 1968 Europameister.

## Jugend
Alessandro Mazzola wurde am 8. November 1942 in Turin geboren. Er ist der älteste Sohn von Valentino Mazzola, Kapitän der legendären Mannschaft Grande Torino der AC Turin und größter Fußballstar im Nachkriegs-Italien, der 1949 bei einem Flugunfall mit dem Großteil seiner Mannschaft ums Leben (Flugunfall von Superga) kam. Zu diesem Zeitpunkt war Alessandro Mazzola, den bald alle nur „Sandro“ riefen, sechs Jahre alt.

## Karriere im Verein
Gemeinsam mit seinem jüngeren Bruder Ferruccio (1945–2013) wechselte Mazzola 1958 als 16-Jähriger in die Nachwuchsmannschaft von Inter Mailand. Sein Serie-A-Debüt absolvierte Mazzola am 10. Juni 1961 gegen Juventus Turin. Aus Protest gegen den Verband hatte Trainer Helenio Herrera auf die Nominierung von Profis verzichtet und lediglich Jugendspieler aufgestellt, die gegen Juventus mit 1:9 unterlagen. Per Strafstoß hatte Mazzola den Ehrentreffer erzielt.
In den folgenden Jahren baute Herrera eine der besten Vereinsmannschaften des europäischen Fußballs auf. Grundstruktur und Erfolgsrezept war das taktische Konzept des Catenaccio: Das Abwehrbollwerk bildeten Libero Armando Picchi, die Verteidiger Tarcisio Burgnich, Aristide Guarneri und Giacinto Facchetti, die Konter sollten über die schnellen Außenbahnspieler Jair da Costa und Mario Corso laufen, im Mittelfeld führte Luis Suárez als Spielmacher Regie. Ab der Saison 1962/63 wurde Mazzola in das Spielsystem integriert, wobei er zwischen Mittelfeld und Angriff pendelte. Dabei profitierte er von seiner Torgefahr, wie auch seiner Kreativität und technischen Klasse. Die defensive Ausrichtung des Catenaccio sollte sich als erfolgreich erweisen: 1962/63, 1964/65 und 1965/66 gewannen die Nerazzurri den italienischen Meistertitel, wobei Mazzola 1964/65 mit 17 Ligatreffern Torschützenkönig (Capocannoniere) wurde. Auch international war Inter Mailand erfolgreich: 1964 besiegten sie Real Madrid im Finale des Europapokals der Landesmeister mit 3:1, wobei Mazzola mit zwei Toren im Endspiel erheblichen Anteil am Titelgewinn hatte. Mit insgesamt sieben Treffern gewann er den Titel als bester Torjäger (gemeinsam mit Ferenc Puskás und Vladimir Kovačević). Im folgenden Jahr verteidigten die Herrera-Schützlinge den Titel, als man Benfica Lissabon mit 1:0 bezwang. 1964 und 1965 holten die Nerazzurri sogar zweimal den Weltpokal in die Lombardei. 1967 unterlag Inter im Finale des Europapokals der Landesmeister gegen Celtic Glasgow mit 1:2. Zwar hatte Mazzola seine Mannschaft per Foulelfmeter in Führung gebracht, doch die Lisbon Lions rangen den Favoriten nieder.
Anfang der 1970er Jahre änderte sich Mazzolas Rolle: Suárez hatte den Verein verlassen und mit Roberto Boninsegna hatte man einen treffsicheren Mittelstürmer verpflichtet, weshalb Mazzola, als neuer Mannschaftskapitän, von nun an im zentralen Mittelfeld agierte. Boninsegna war ein verlässlicher Torschütze, während Mazzola als neuer Spielmacher wirkte. 1970/71 gewann er mit Inter seinen vierten Scudetto und im selben Jahr wählten ihn die Sportjournalisten bei der Wahl zu Europas Fußballer des Jahres auf den zweiten Platz hinter Johan Cruyff. Das von Cruyff angeführte Ajax Amsterdam besiegte Inter Mailand 1972 im Finale des Europapokals der Landesmeister mit 2:0.
Nach 17 Spielzeiten im schwarz-blauen Trikot kündigte der 35-jährige Mazzola zum Ende der Saison 1976/77 an, seine Laufbahn zu beenden. Sein letztes Profispiel war die 2:0-Niederlage gegen die AC Mailand im Finale der Coppa Italia am 2. Juli 1977. Es war auch Mazzolas letztes Aufeinandertreffen mit seinem ewigen Rivalen Gianni Rivera. Insgesamt absolvierte Sandro Mazzola 565 Pflichtspiele (158 Tore) für Inter Mailand, die sich wie folgt aufteilen: 418 Spiele (116 Tore) in der Serie A, 80 Spiele (24 Tore) im Coppa Italia und 67 Spiele (18 Tore) im Europapokal.

## Karriere in der Nationalmannschaft
Sein Debüt in der Nationalmannschaft gab der damals 20-jährige Mazzola am 12. Mai 1963 beim 3:0-Sieg über Weltmeister Brasilien, wobei ihm auch gleich ein Tor gelang. 1966 gehörte Mazzola zu Edmondo Fabbris WM-Kader in England und wurde in allen Gruppenspielen eingesetzt. Er erzielte ein Tor beim 2:0-Sieg über Chile. Doch Italien verlor zwei Partien, darunter eine sensationelle Niederlage gegen Nordkorea. Nach dem unglaublichen Ausscheiden in der Vorrunde wurden die Nationalspieler bei der Ankunft in Rom von wütenden Tifosi mit Tomaten beworfen.
Zwei Jahre später bei der Europameisterschaft 1968 wusste Mazzola zu überzeugen und führte die Squadra Azzurra zum Titel; damit hatte sich die Nationalmannschaft für das blamable Ausscheiden von 1966 rehabilitiert.
Bei der Fußball-Weltmeisterschaft 1970 in Mexiko galten die Italiener als Mitfavorit um den Titel. Die Mannschaft von Nationaltrainer Ferruccio Valcareggi hatte ein Problem: Mit Mazzola und Gianni Rivera vom AC Mailand hatte er zwei gleichwertige Spieler für die Position des Spielmachers. Valcareggi glaubte nicht, dass beide gemeinsam spielen konnten, weshalb er Mazzola beginnen ließ und Rivera immer zur Halbzeit einwechselte (sog. Staffetta). So stand Mazzola beim Jahrhundertspiel im Halbfinale gegen Deutschland in der ersten Halbzeit auf dem Feld. Italien siegte mit 4:3 nach Verlängerung und zog in das WM-Endspiel ein. Im Finale (1:4 gegen Brasilien) rückte Valcareggi von der Staffetta ab und tauschte Mazzola erst in der 83. Minute gegen Rivera aus, da er ihn für defensiv stärker hielt, weshalb der Trainer hart kritisiert wurde.
1974 sollte Mazzola seine dritte und letzte WM-Endrunde spielen. Doch wie schon 1966 kamen die Italiener nicht über die Vorrunde hinaus; zwar vertraute Valcareggi diesmal allein Mazzola als Spielmacher, doch als man im letzten Vorrundenspiel Polen mit 1:2 unterlag, waren die Azzurri ausgeschieden. Dieses Spiel am 23. Juni 1974 war sein letztes Länderspiel, nach 70 Länderspielen (22 Tore) beendete er seine Karriere.

## Erfolge
Verein
- Italienischer Meister (4): 1962/63, 1964/65, 1965/66, 1970/71
- Europapokal der Landesmeister (2): 1963/64, 1964/65
- Weltpokal (2): 1964, 1965

Nationalmannschaft
- Europameister 1968
- Vize-Weltmeister 1970

Persönlich
- Torschützenkönig des Europapokals der Landesmeister: 1963/64 (7 Tore)
- Torschützenkönig der Serie A: 1964/65 (17 Tore)
- Europas Fußballer des Jahres: Zweiter 1971

## Saisonübersicht
| Verein          | Liga            | Saison          | Liga   | Liga | Coppa Italia | Coppa Italia | Europapokal | Europapokal | Andere | Andere | Gesamt | Gesamt |
| Verein          | Liga            | Saison          | Spiele | Tore | Spiele       | Tore         | Spiele      | Tore        | Spiele | Tore   | Spiele | Tore   |
| --------------- | --------------- | --------------- | ------ | ---- | ------------ | ------------ | ----------- | ----------- | ------ | ------ | ------ | ------ |
| Inter Mailand   | Serie A         | 1960/61         | 1      | 1    | –            | –            | –           | –           | –      | –      | 1      | 1      |
| Inter Mailand   | Serie A         | 1961/62         | 1      | 0    | –            | –            | –           | –           | –      | –      | 1      | 0      |
| Inter Mailand   | Serie A         | 1962/63         | 23     | 10   | 1            | 1            | –           | –           | –      | –      | 24     | 11     |
| Inter Mailand   | Serie A         | 1963/64         | 30     | 9    | –            | –            | 9           | 7           | –      | –      | 39     | 16     |
| Inter Mailand   | Serie A         | 1964/65         | 33     | 17   | 2            | 0            | 6           | 3           | 2      | 1      | 43     | 21     |
| Inter Mailand   | Serie A         | 1965/66         | 30     | 19   | 1            | 0            | 4           | 1           | 2      | 0      | 37     | 22     |
| Inter Mailand   | Serie A         | 1966/67         | 30     | 17   | 2            | 2            | 10          | 3           | –      | –      | 42     | 22     |
| Inter Mailand   | Serie A         | 1967/68         | 28     | 6    | 9            | 2            | –           | –           | –      | –      | 37     | 8      |
| Inter Mailand   | Serie A         | 1968/69         | 29     | 7    | 3            | 0            | –           | –           | –      | –      | 32     | 7      |
| Inter Mailand   | Serie A         | 1969/70         | 28     | 4    | 5            | 1            | 10          | 1           | –      | –      | 43     | 6      |
| Inter Mailand   | Serie A         | 1970/71         | 29     | 7    | 3            | 2            | 7           | 1           | –      | –      | 33     | 9      |
| Inter Mailand   | Serie A         | 1971/72         | 28     | 7    | 9            | 2            | 9           | 2           | –      | –      | 46     | 11     |
| Inter Mailand   | Serie A         | 1972/73         | 26     | 2    | 9            | 4            | 6           | 0           | –      | –      | 41     | 6      |
| Inter Mailand   | Serie A         | 1973/74         | 26     | 4    | 10           | 3            | 2           | 0           | –      | –      | 38     | 7      |
| Inter Mailand   | Serie A         | 1974/75         | 23     | 3    | 7            | 0            | 4           | 0           | –      | –      | 34     | 3      |
| Inter Mailand   | Serie A         | 1975/76         | 25     | 2    | 10           | 4            | –           | –           | –      | –      | 35     | 6      |
| Inter Mailand   | Serie A         | 1976/77         | 28     | 1    | 9            | 3            | 2           | 0           | –      | –      | 39     | 4      |
| Karriere Gesamt | Karriere Gesamt | Karriere Gesamt | 418    | 116  | 80           | 24           | 63          | 17          | 4      | 1      | 565    | 158    |

| Nationalmannschaft | Nationalmannschaft | Nationalmannschaft |
| Jahr               | Spiele             | Tore               |
| ------------------ | ------------------ | ------------------ |
| 1963               | 4                  | 1                  |
| 1964               | 3                  | 3                  |
| 1965               | 8                  | 6                  |
| 1966               | 9                  | 3                  |
| 1967               | 3                  | 3                  |
| 1968               | 5                  | –                  |
| 1969               | 4                  | 2                  |
| 1970               | 10                 | 2                  |
| 1971               | 5                  | –                  |
| 1972               | 8                  | –                  |
| 1973               | 6                  | –                  |
| 1974               | 5                  | –                  |
| Gesamt             | 70                 | 22                 |